# USS The Sullivans (DDG-68)
USS The Sullivans (DDG-68) – amerykański niszczyciel rakietowy AEGIS, siedemnasta jednostka typu Arleigh Burgke Flight 1. Zbudowany w stoczni Bath Iron Works, do służby w marynarce amerykańskiej wszedł 19 kwietnia 1997 roku. Jest to drugi okręt nazwany na cześć braci Sullivan, którzy zginęli razem na krążowniku USS „Juneau” (CL-52), zatopionym przez japoński okręt podwodny I-26 podczas II wojny światowej. W roku 2000 grupa terrorystów z Al-Kaidy próbowała zaatakować i zniszczyć okręt, ale ich łódź zatonęła zanim przeprowadzili atak. Mottem okrętu stało się zdanie wymówione przez braci kiedy poproszono ich o rozdzielenie się: We Stick Together – My trzymamy się razem.

## Budowa i konstrukcja okrętu
Stępkę pod okręt położono 27 lipca 1994 roku w stoczni Bath Iron Works w Bath w stanie Maine. Jednostkę zwodowano 12 sierpnia 1995 roku, zaś 19 kwietnia 1997 roku w Staten Island w stanie Nowy Jork, okręt został przyjęty do służby w United States Navy. Przy konstrukcji kadłuba i nadbudówek okrętu wykorzystano doświadczenia wynikające z kolizji krążownika USS „Belknap” (CG-26) z lotniskowcem USS „John F. Kennedy” (CV-67) w 1975 roku oraz z zatopienia brytyjskiego niszczyciela HMS „Sheffield” w wyniku uszkodzeń powstałych na skutek trafienia pociskiem Exocet podczas wojny o Falklandy. Konstrukcja kadłuba o długości 153,8 m została wzmocniona w celu zwiększenia odporności na działanie nadciśnienia fali uderzeniowej powstającej przy eksplozjach, odłamków oraz pożarów. Zwiększona została także odporność okrętu na działanie impulsów elektromagnetycznych (EMP). Żywotne części okrętu pokryte są kevlarowym opancerzeniem o masie 130 ton.

### Układy elektroniczne

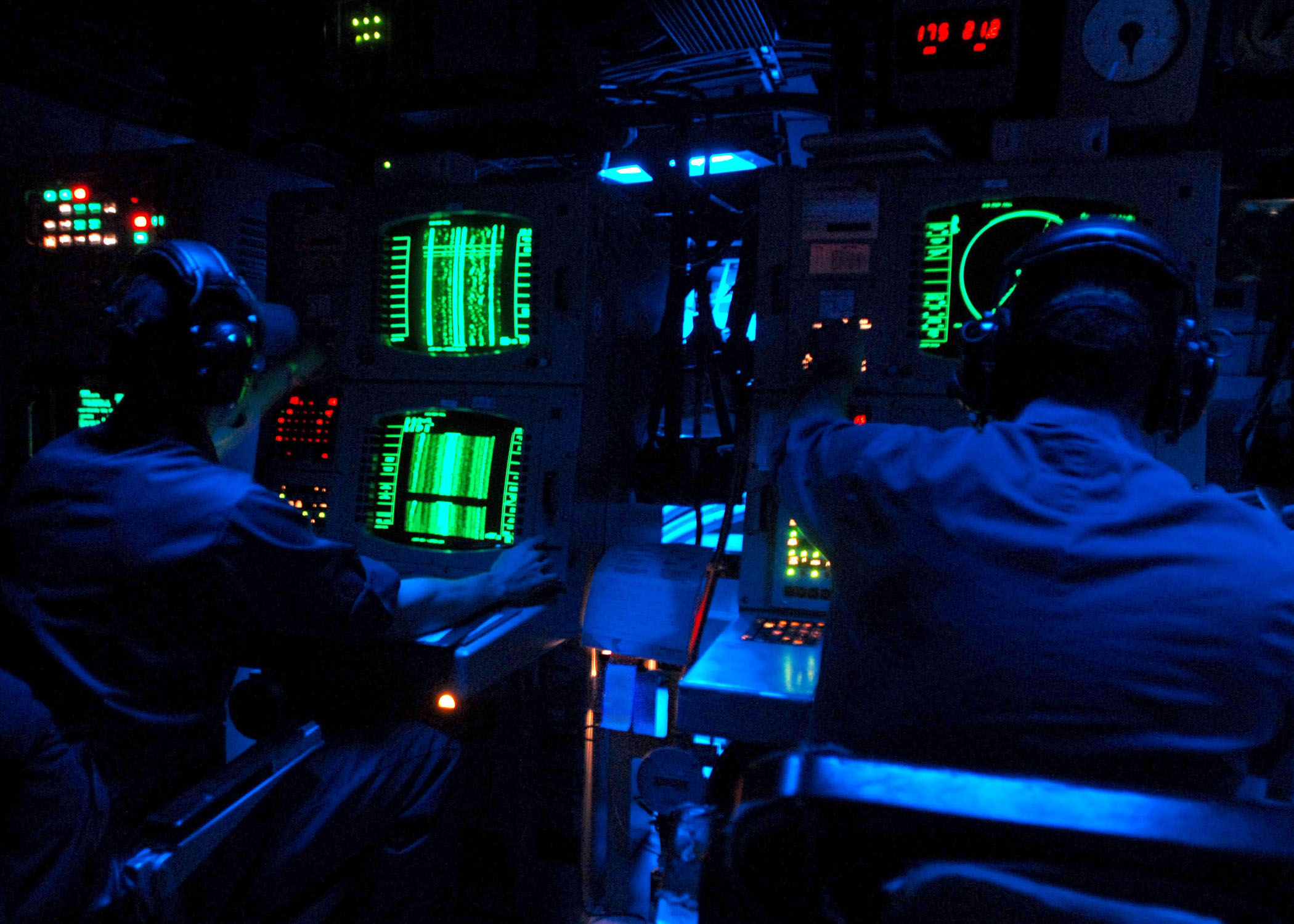
Konsole kontroli sonarów w centrali kontroli okrętu.

Zestaw sensorów jednostki stanowią: radar nawigacyjny SPS-64(V)9, radar przeszukiwania powierzchni SPS-67(V)3/4 oraz cztery wielofunkcyjne radary z aktywnym elektronicznym skanowaniem fazowym SPY-1D o kącie pokrycia 360°. Ponadto okręty wyposażone są w sonar dziobowy SQS-53C(V)1 oraz sonar holowany SQR-19B TACTAS do wykrywania i śledzenia okrętów podwodnych. Elektroniczne systemy samoobrony stanowią system pułapek przeciwtorpedowych SLQ-25A Nixie oraz system walki elektronicznej SLQ-32(V)3. W latach 2010–2011 „The Sullivans” przeszedł proces modernizacji, rozszerzającej jego możliwości operacyjno-taktyczne o wypełnianie zadań z zakresu obrony antybalistycznej. Zaimplementowano wówczas między innymi układ Aegis BMD Baseline 3.6.1.

### Uzbrojenie

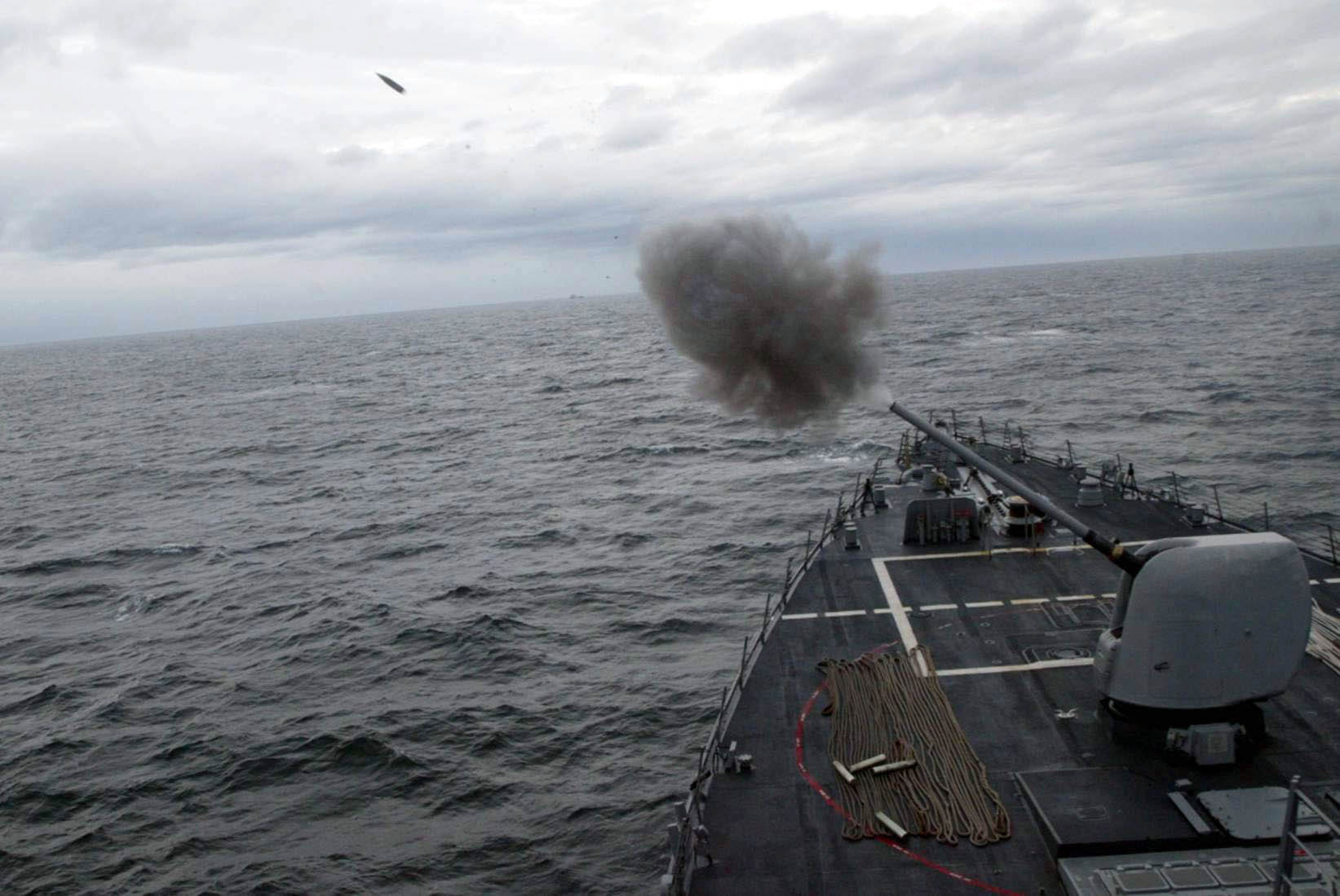
Armata 127 mm /L54 Mark 45.

Uzbrojenie, obok przeciwpodwodnych torped lekkich Mk. 46 i Mk. 50, stanowi 90 rakietowych pocisków przeciwlotniczych średniego zasięgu RIM-66 Standard Missile 2 Medium Range Block 3, pocisków antybalistycznych RIM-161 Standard Missile 3 Block IA, pocisków manewrujących RGM-109 Tomahawk i rakietotorped ZOP VL-ASROC w 12 wyrzutniach VLS mieszczących 32 komory startowe na przodzie i 64 komory z tyłu okrętu. Na uzbrojenie artyleryjskie jednostki składają się armata 127 mm Mk. 45 o długości 54 kalibrów oraz dwa wielolufowe artyleryjskie systemy obrony bezpośredniejVulcan Phalanx Mk. 15 kalibru 20 mm. Okręty wyposażone są w lądowisko dla helikopterów wraz z niezbędnym wyposażeniem elektronicznym LAMPS 3. W związku z trudnościami budżetowymi, w 2014 roku marynarka wojenna Stanów Zjednoczonych zrezygnowała z unowocześnienia systemu Aegis BMD okrętów wersji Flight 1, w związku z czym w „The Sullivans” nie została zaimplementowana najnowsza wersja systemu Aegis – Baseline 9, przez co okręt nie może przenosić pocisków rakietowych dalekiego zasięgu RIM-174 Standard Missile 6 ERAM. W zamian US Navy zamierza dokonać modyfikacji systemu Aegis tego okrętu do standardu 4.1, co umożliwi okrętowi prowadzenie obrony terminalnej przeciwko rakietowym pociskom balistycznym krótkiego zasięgu, za pomocą także pocisków RIM-161 Standard Missile 3 Block IB.

## Służba operacyjna
Tydzień po wejściu do służby, 26 kwietnia 1997 r. „The Sullivans” opuścił port w Nowym Yorku i popłynął do bazy marynarki w Norfolk w stanie Wirginia, dokąd przybył dzień później. Jego załoga zdała testy z zaopatrywania okrętu podczas podróży razem z USS „Platte” (AO-186). Następnie okręt popłynął 29 kwietnia do bazy morskiej w Mayport na Florydzie, do której wpłynął 2 maja. Baza ta stała się jego pierwszym portem macierzystym.

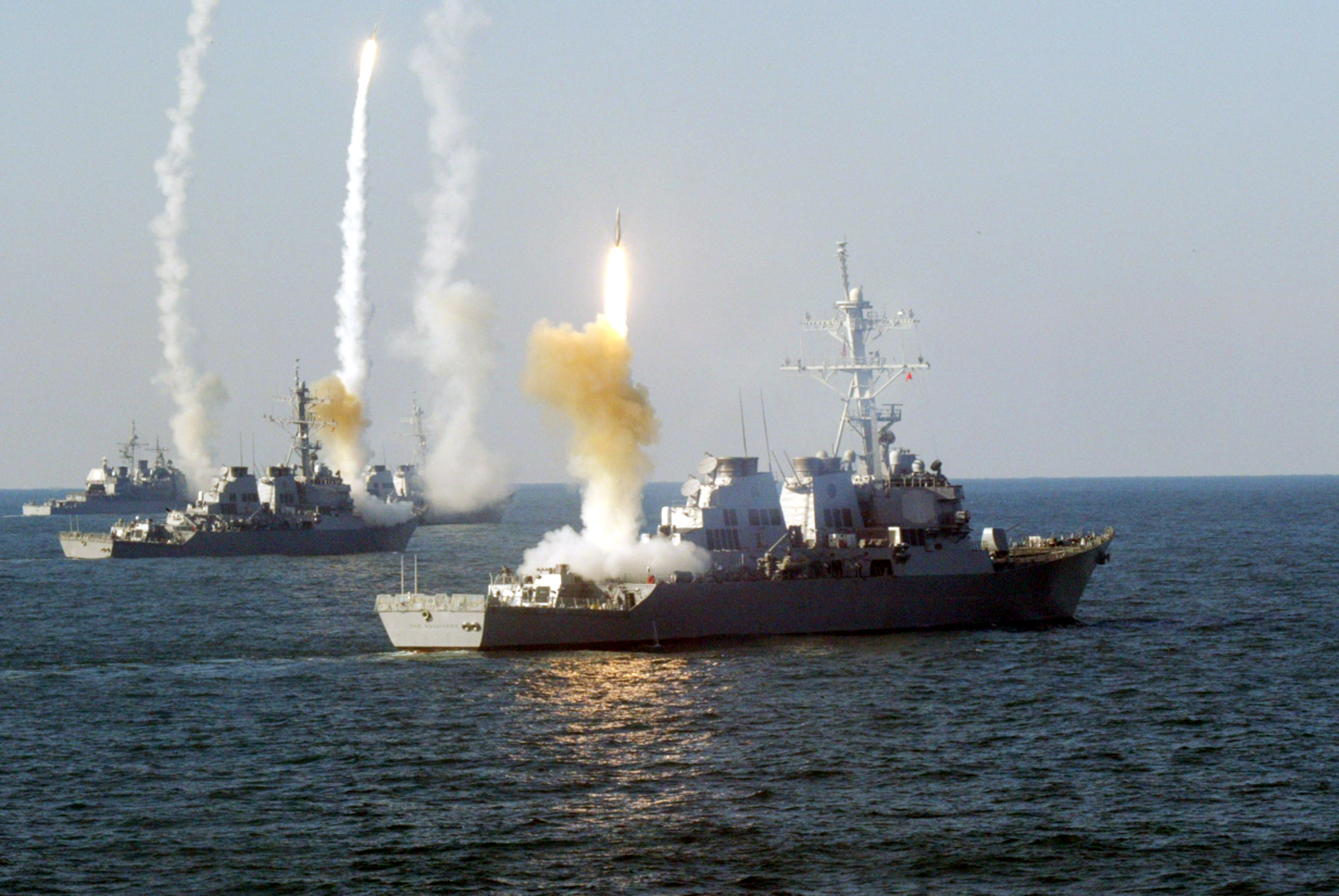
USS „The Sullivans” (na pierwszym planie) oraz od lewej: krążownik USS „Vicksburg” (CG 69), niszczyciele USS „Roosevelt” (DDG 80) i USS „Carney” (DDG 64) podczas ćwiczeń VANDALEX w 2003 roku.

Po zakończeniu trwających dwa dni testów działa w połowie maja, „The Sullivans” wypłynął do Indii Zachodnich w swój pierwszy rejs operacyjny. Okręt dotarł w okolice wód Portoryko i Wysp Dziewiczych, gdzie przeprowadził wielokrotne testy sonaru, działa i torped. Podczas przebywania na tych wodach okręt dwa razy wszedł do bazy morskiej Roosevelt Roads na Puerto Rico, a także do St. Thomas na Wyspach Dziewiczych. 29 czerwca „The Sullivans” przeprowadził test odpalenia rakiet SM-2 z pionowego systemu wyrzutni. Po krótkim postoju w Mayport z okazji święta 4 lipca okręt dołączył do zespołu innych niszczycieli i krążowników oraz fregat przy wejściu do zatoki Chesapeake, aby wziąć udział w ćwiczeniach w wystrzeliwaniu rakiet z wielu okrętów. Okręt powrócił do Mayport 12 lipca.
Załoga przez 3 dni przeprowadzała ćwiczenia w obronie przeciwawaryjnej po czym okręt przybył do stoczni Bath Iron Works 5 września. Stocznia przemalowała kadłub i dokonała zmian w nadbudówce oraz zmodernizowała sprzęt w siłowni okrętowej i system walki. Kiedy praca w doku dobiegła końca, okręt popłynął do Mayport i dotarł na miejsce 23 listopada.
8 grudnia niszczyciel dołączył do lotniskowca USS „Enterprise” (CVN-65), aby przeprowadzić tygodniowe ćwiczenia w trakcie podróży. Podczas zabezpieczania przestrzeni powietrznej 11 grudnia śmigłowiec wodował po starcie. Okręt natychmiast ruszył na miejsce, podczas gdy helikopter ratowniczy z lotniskowca uratował pilota. Łodzie motorowe z „The Sullivans” zebrały dużą część wraku, co okazało się nieocenione przy ustalaniu przyczyny wypadku. Załoga okrętu zakończyła również ćwiczenia w lądowaniu śmigłowca na pokładzie niszczyciela. Okręt powrócił do portu 12 grudnia, aby członkowie załogi mogli spędzić święta z rodzinami.

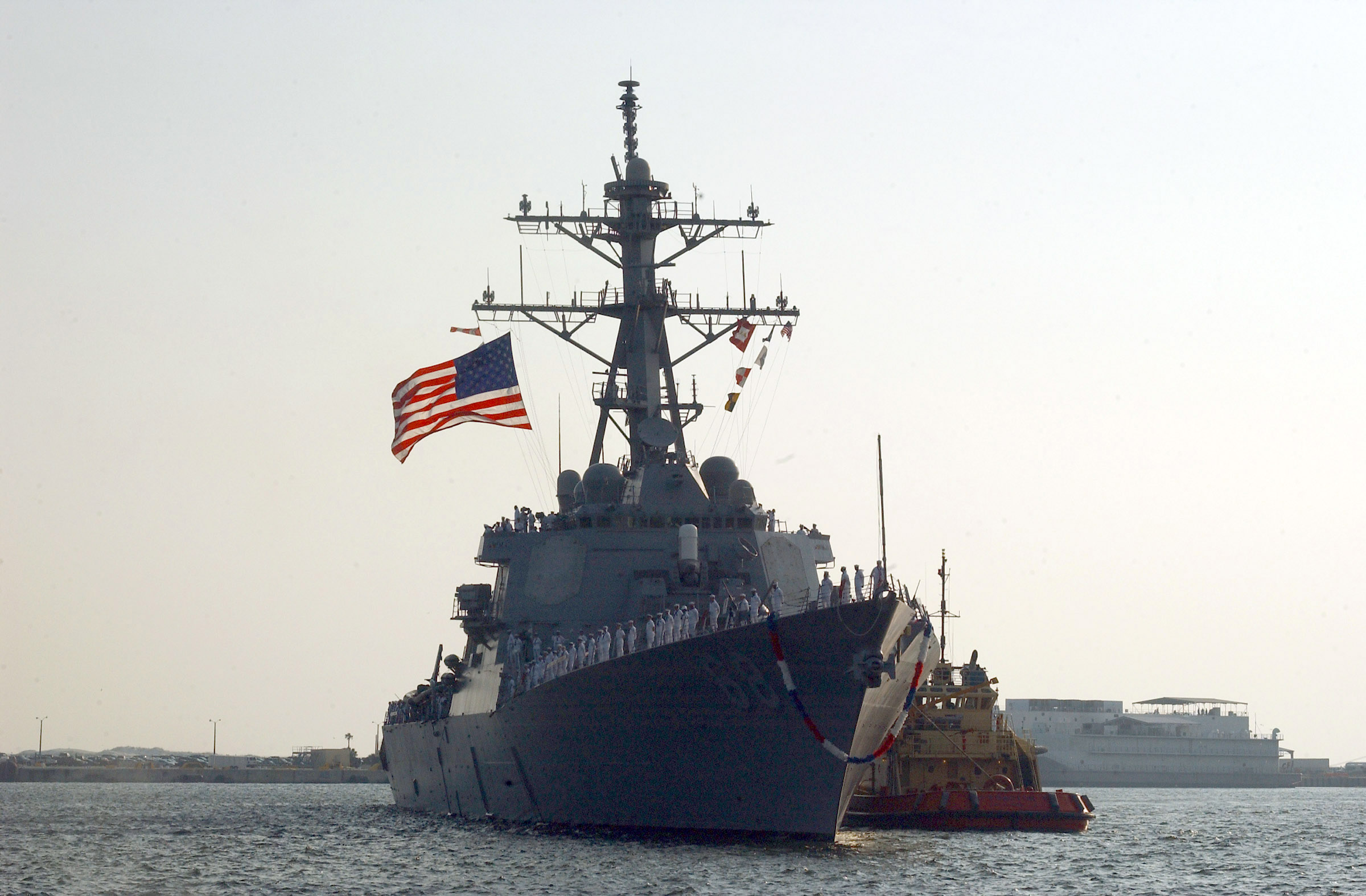
USS „The Sullivans” wraca do portu macierzystego w Mayport na Florydzie.

W styczniu 1998 „The Sullivans” rozpoczął serię ćwiczeń w zdobywaniu długoterminowych zdolności podtrzymywanych na pokładzie okrętu. Ćwiczenia te zawierały elementy inżynierii, walki oraz scenariusze bojowe. Lokalne misje trwały do 18 maja, dopóki statek nie wyruszył do Nowego Jorku w celu corocznego obchodu tygodnia marynarki.
Po tygodniowej wizycie, „The Sullivans” wyruszył 26 maja do miasta Halifax w Nowej Szkocji, aby przeprowadzić ćwiczenia podczas nadchodzącej „Unified Spirit '98.” Podczas tych ćwiczeń dołączył do zespołu amfibijnego, sformowanego wokół USS „Nassau” (LHA-4) dwóch okrętów-doków dla amfibii LPD oraz dwóch okrętów desantowych LSD. Okręt sprawdzał szlaki statków podczas ćwiczeń skupionych na międzynarodowym patrolu pokojowym. Udział w tych ćwiczeniach brały również okręty z: Kanady, Wielkiej Brytanii, Niemiec, Francji, Norwegii, Danii, Belgii i Portugalii. Po zakończeniu tych ćwiczeń okręt odwiedził Boston w stanie Massachusetts, po czym popłynął z krewnymi i rodzinami do Mayport, dokąd przybył 1 lipca.
Po zakończeniu letnich ćwiczeń kadetów u wybrzeży Florydy, dowódca Roncolato został zastąpiony przez Scotta Hebnera podczas ceremonii w dniu 4 września 1998. Następnie okręt został włączony do 24 eskadry niszczycieli, która była częścią grupy uderzeniowej lotniskowca USS „John F. Kennedy” (CV-67). W 1999 roku okręt wziął udział w różnych ćwiczeniach, aby przygotować się do pierwszej misji bojowej na Morzu Śródziemnym. Później w roku 2000 kontynuował misję, płynąc na Morze Arabskie, gdzie brał udział w różnych ćwiczeniach i operacjach trwających do drugiej połowy marca. Dnia 9 lutego 2000 r. Daniel Paul Keller zastąpił Scotta Hebera na stanowisku dowódcy w czasie pobytu okrętu w Zatoce Perskiej. Po złożeniu wizyt w Zatoce Perskiej, „The Sullivans” powrócił płynąc przez Morze Śródziemne do swojego portu macierzystego w kwietniu 2000 kończąc z sukcesem swoją pierwszą 6 miesięczną misję. Po wzięciu udziału w przyjęciu w Port Canaveral na Florydzie przeszedł poważne remonty aby przygotować go do przyszłych operacji.
Po atakach z 11 września 2001 roku „The Sullivans” jako część grupy uderzeniowej lotniskowca „Kennedy” wziął udział w operacji Noble Eagle. Niszczyciel zapewnił ochronę powietrzną w rejonie wybrzeża USA przyległego do środkowego Atlantyku wliczając w to osłonę stolicy i służył jako tymczasowy szpital przy nabrzeżu w Nowym Jorku. W lutym 2002 roku okręt został wyznaczony razem z grupą uderzeniową do służby na Morzu Arabskim jako wsparcie operacji Enduring Freedom.
20 marca 2010 roku podczas wchodzenia do portu Manama w Bahrajnie okręt uderzył boję portową i doznał uszkodzeń. W konsekwencji kapitan Neil Funtanilla został usunięty ze stanowiska przez kontradmirała Phila Davidsona, dowódcę połączonego zespołu uderzeniowego 50. 17 sierpnia 2011 r. okręt pomyłkowo otworzył ogień do łodzi rybackiej zamiast do ciągniętego, ruchomego celu podczas ćwiczeń strzelniczych u wybrzeża Karoliny Północnej. W rezultacie dowódca Mark Olson został usunięty ze stanowiska. Żadne kule, ani odłamki, nie uszkodziły łodzi i nie było żadnych rannych w tym incydencie.
7 maja 2012 r. dowódca Derick Armstrong został usunięty ze stanowiska po tym jak kilka członkiń załogi oskarżyło go o nękanie seksualne na pokładzie okrętu. 18 sierpnia 2013 r. okręt zapewnił opiekę medyczną choremu marynarzowi na pokładzie MV „Abir Alqaray No. 4", statku pod banderą Arabii Saudyjskiej.

### Próba ataku Al-Ka’idy
Członkowie Al-Ka’idy próbowali zaatakować okręt, podczas gdy był on w porcie Aden w Jemenie 3 stycznia 2000 r. Była to część tak zwanych ataków milenijnych. Terroryści planowali załadować łódź materiałami wybuchowymi i zdetonować ją w pobliżu okrętu. Jednak była tak przeciążona, że zatonęła, zmuszając ich do porzucenia próby. Później Al-Ka’ida próbowała tego samego typu ataku po raz drugi tym razem na okręt USS „Cole” 12 października 2000 roku.

## Godło okrętu

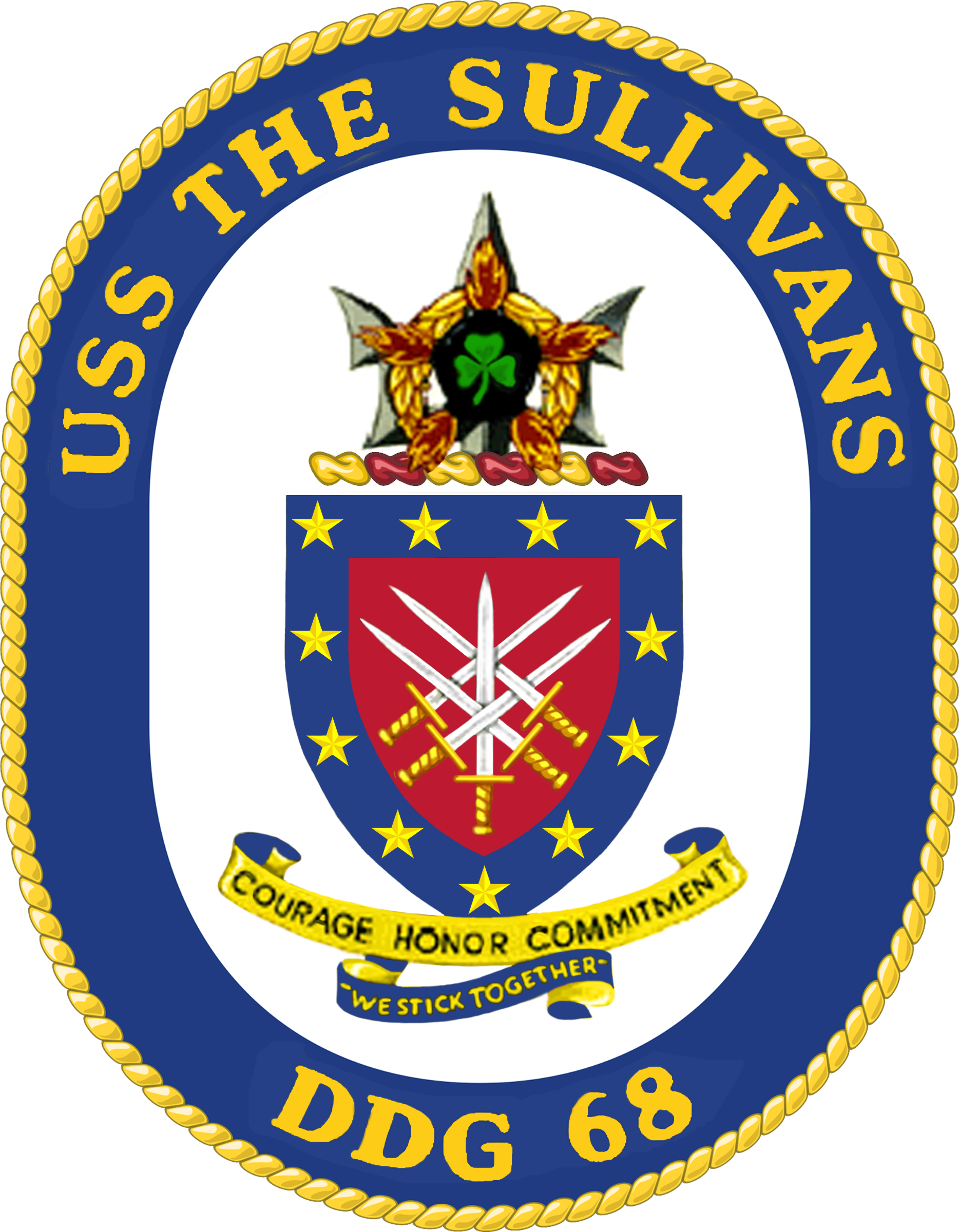
Godło okrętu

Tarcza otoczona białym i niebieskim polem oznacza morze i doskonałość. Są to kolory tradycyjnie używane przez marynarkę Stanów Zjednoczonych. Kolor czerwony jest heraldycznym odpowiednikiem odwagi i poświęcenia. Pięć przeplatanych mieczy wyraża oddanie czci pięciu braciom Sullivan, którzy zginęli w akcji podczas II wojny światowej i upamiętnia ich ducha współpracy i patriotyzmu. Pionowe ustawienie mieczy odnosi się do obecnego okrętu i jego gotowości bojowej oraz systemu rakietowego. Granica odzwierciedla jedność, a jedenaście gwiazd reprezentuje gwiazdy bitewne zdobyte przez pierwszy okręt o nazwie USS „The Sullivans”: dziewięć za II wojnę światową i dwie za wojnę w Korei.
Trójząb jest symbolem potęgi morskiej i symbolizuje możliwości obecnego okrętu na nowoczesnym polu walki z jego systemem rakietowym AEGIS. Kula armatnia odnosi się do okrutnych walk w bitwie o Guadalcanal, gdzie pięciu braci odważnie walczyło i zginęło razem. Oznacza również obecną i wcześniejszą moc uderzeniową okrętów USS „The Sullivans”. Odwrócony wieniec jest tradycyjnym symbolem ostatecznego poświęcenia braci Sullivan, a koniczyna jest wspomnieniem ich irlandzkiego dziedzictwa. Ramiona są zapisane w pełnym kolorze na białym owalu zamkniętym ciemnym, niebieskim kołnierzykiem o krawędziach wychodzących na zewnątrz z graniczną linią złota i noszące nazwę okrętu.